# Río Ismeno
El Ismeno es un río o, más propiamente, una fuente que se encuentra en la región de Beocia, en Grecia.
Antiguamente se le conocía como El pie de Cadmo, pues contaba la leyenda que después de matar este héroe al dragón que custodiaba una fuente temió que el monstruo hubiese envenenado todos los manantiales de la región. Así, en busca de agua dulce, hundió su pie derecho en el lodo de la cueva Coreirea y del hueco brotó este manantial, del que pudieron beber Cadmo y sus seguidores.
Se decía que recibió su nombre en honor a Ismeno, un hijo de Anfión y Níobe que se había suicidado arrojándose en sus aguas al no soportar el dolor que le producía la herida de la flecha que le había lanzado Apolo.
Sin embargo, otra versión hace derivar el nombre de esta fuente del héroe Ismeno, hijo de Pelasgo.